# 新基尔萨诺夫卡农村居民点
新基尔萨诺夫卡农村居民点（俄语：Новокирсановское сельское поселение）是俄罗斯联邦沃罗涅日州捷尔诺夫卡区所属的一个农村居民点。其下辖有3个居民点，行政中心为新基尔萨诺夫卡。据2016年统计，该农村居民点的人口为491人。